# Werner Zotz
Werner Zotz (* 1947 in Indaial, Santa Catarina, Brasilien) ist ein deutschbrasilianischer Schriftsteller, der in Florianópolis lebt und arbeitet.

## Leben
Werner Zotz, der von Auswanderern der österreichisch-deutschen Familie Zotz abstammt, verbrachte seine Kindheit in Rio Negrinho im brasilianischen Bundesstaat Santa Catarina. Er lebte dann in Paraná, Rio de Janeiro, São Paulo und schließlich im Parque Indígena do Xingu, einem Schutzgebiet für indigene Völker in Mato Grosso, in dem 16 Stämme der Xingu-Indianer angesiedelt sind. Hier beschäftigte er sich intensiv mit der Lebensweise und Kultur dieser Indianer, was auf vielfältige Weise in sein Werk einfloss. 1987 ließ er sich in Florianópolis nieder. Werner Zotz bereiste Brasilien als Abenteurer auch in seinen unzugänglicheren Regionen, um Stoffe für seine Literatur zu sammeln.

## Werk
Als Autor hat Werner Zotz mehr als 20 Jugendbücher und Abenteuerromane veröffentlicht, die sich mit der Landschaft und den Menschen Brasiliens und dem Schicksal der indigenen Völker auseinandersetzen. Er empfing zahlreiche Auszeichnungen, darunter für Rio Liberdade auf der Internationalen Jugendbuchmesse in Bologna 1985 den UNESCO-Preis für das beste Jugendbuch des Jahres 1984. 1987 wurde sein Buch Apenas um curumim von der UNESCO als bestes Jugendbuch aus Lateinamerika ausgezeichnet. Der Titel lässt sich mit Nur ein Indianerkind übersetzen. Es handelt sich um „einen Text für Jugendliche über das indianische Leben mit einer glaubwürdigen Handlung und einer authentischen Beschreibung der Charaktere.“
Als populärer Übersetzer hat Zotz zahlreiche Klassiker der Jugendliteratur ins Portugiesische übertragen, darunter Moby Dick von Herman Melville, Robinson Crusoe von Daniel Defoe und König Salomons Schatzkammer von Henry Rider Haggard. Viele dieser portugiesischen Fassungen von Klassikern der Jugendliteratur sind literarische Bearbeitungen der Originale. So gilt der Kapitän Ahab in Moby Dick gegenüber der Vorlage Melvilles bei Zotz als „psychologisch komplexer“ dargestellt.
Die Werke und Übersetzungen von Werner Zotz sind in Brasilien eine beliebte Schullektüre. Der Autor befasst sich auch mit pädagogischen Fragen, um das Leseverhalten bei Kindern und Jugendlichen zu fördern.
2007 wurde Werner Zotz von der Academia Catarinense de Letras für sein Lebenswerk geehrt.

## Sonstige Aktivitäten
Als renommierter Fotograf, der sich den Landschaften, der Natur und den Menschen Brasiliens widmet, veröffentlichte Werner Zotz mehrere Fotobände. Seine Fotos erscheinen in zahlreichen brasilianischen Zeitschriften und werden von der staatlichen Fremdverkehrswerbung verwendet. Werner Zotz gründete das Verlagshaus Editora Letras Brasileiras, das neben einheimischen Autoren unter anderem Ingmar Bergman in Brasilien vertritt.
Zotz, der sich für den Naturschutz und die Rechte der indigenen Völker Brasiliens engagiert, wurde im Oktober 2008 mit dem Herbert-de-Sousa-Preis ausgezeichnet.
Zudem sind Werner Zotz Fragen eines nachhaltigen Tourismus in Brasilien ein Anliegen sowie allgemeine Fragen der Entwicklung der Tourismuswirtschaft. Er gibt zu diesem Thema seit 2006 das Jahrbuch turismo&cia heraus.

## Buchveröffentlichungen
- Barco branco em mar azul. Curitiba: Editora Beija-Flor 1978
- Semeadura. Curitiba: Editora Beija-Flor 1979
- Apenas um curumim. Curitiba: Coo Editora 1979
- Não-me-toque em pé de Guerra. Rio de Janeiro 1982, ISBN 978-85-7007-132-3
- Rio Liberdade. Rio de Janeiro: Editorial Nórdica 1984
- Garnisé gabola acabou gabiru. Rio de Janeiro: Editorial Nórdica 1986, ISBN 978-85-7007-048-7
- Gente Catarina. Origins & raízes. Florianópolis: Letras Brasileiras 2002, ISBN 978-85-88844-03-2
- Aventura no Rio Amazonas: viagem fantástica do Marajó a Tabatinga. Florianópolis: Editora Letras Brasileiras 2005, ISBN 978-85-88844-18-6
- Santa Catarina: visões do céu. Florianópolis: Letras Brasileiras 2006, ISBN 978-85-88844-38-4

## Fotobände
- Aventura no Rio Amazonas. Florianópolis 2005, ISBN 85-88844-18-4
- Aventura no Fim do Mundo. Florianópolis 2005, ISBN 85-88844-08-7
- Blumenau Santa Catarina. Florianópolis 2006, ISBN 85-88844-23-0
- Aventura Nos Mares Do Brasil. Florianópolis 2007, ISBN 85-88844-58-3